# Christian Dingler

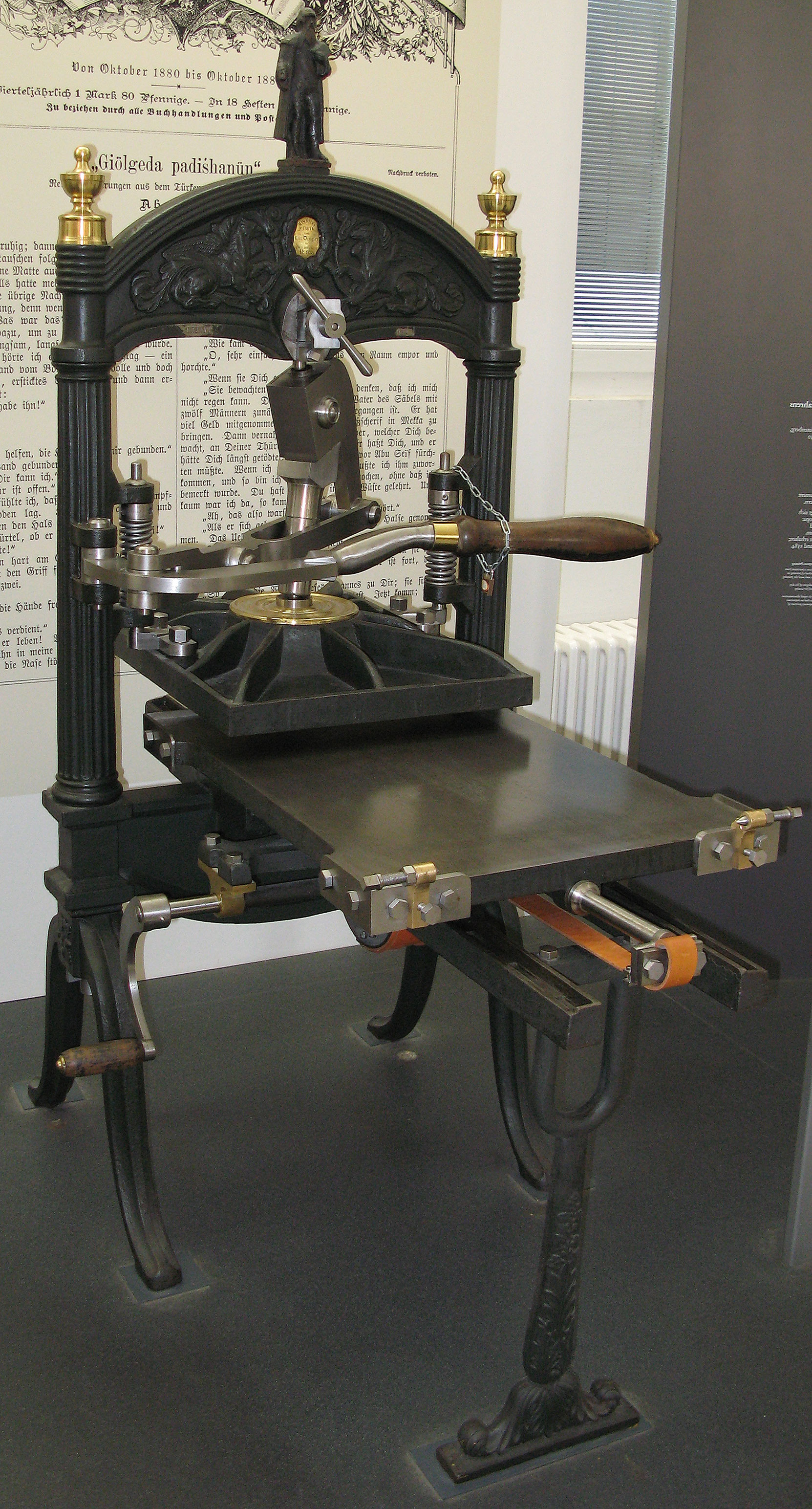
Erfolgsmodell Zweibrücker Presse von 1845, eine Kniehebelpresse; Deutsches Museum, München

Christian Dingler (* 15. Februar 1802 in Zweibrücken; † 18. Dezember 1858 ebenda) war ein deutscher Mechaniker und Unternehmer, der die Dinglerwerke in Zweibrücken gründete und Entwickler der Dinglerpresse war.
Christian Dingler begründete die Dinglerwerke 1827 mit zehn Arbeitern in der Zweibrücker Altstadt. Damals begann er mit der Herstellung von Öl- und Schneidemühlen. Ab 1834 stellte der auch Buchdruckerpressen her. Die von Dingler entwickelte Kniehebel-Presse, die er selbst „Zweibrücker Presse“ nannte, ging in die Geschichte der Buchdruckerkunst als „Dinglerpresse“ ein. Diese Maschine war jahrelang führend in Europa und die Ursache für den raschen Aufstieg des Unternehmens.
1834 erwarb er das Hofgut Schönhof und verlegte die Fabrik auf das neue Gelände in der Vorstadt, das große Ausdehnungsmöglichkeiten bot. 1838 ergänzte er die Fabrik um eine Eisen- und Metall-Gießerei und eine eigene Dampfmaschinen-Anlage, die erste in der Pfalz. 1843 begann er selbst mit dem Bau von Dampfmaschinen (Balanciermaschinen). Auch mit diesen Maschinen erreichte er eine technisch führende Stellung.
Das von ihm gegründete Werk besteht bis heute als Teil des Unternehmens Tadano Demag fort.

## Einzelnachweis
1. ↑  
Helmuth Dingler: Dingler, Christian. In: Neue Deutsche Biographie (NDB) … (siehe Literatur)

| Personendaten    | Personendaten                                                                 |
| ---------------- | ----------------------------------------------------------------------------- |
| NAME             | Dingler, Christian                                                            |
| KURZBESCHREIBUNG | deutscher Mechaniker und Unternehmer, Gründer der Dinglerwerke in Zweibrücken |
| GEBURTSDATUM     | 15. Februar 1802                                                              |
| GEBURTSORT       | Zweibrücken                                                                   |
| STERBEDATUM      | 18. Dezember 1858                                                             |
| STERBEORT        | Zweibrücken                                                                   |